# Pararchaeidae
Pararchaeidae são uma família de aranhas araneomorfas, parte da superfamília Archaeoidea. A distribuição natural desta família está restrita à Austrália e Nova Zelândia.

## Sistemática
A família Pararchaeidae integra 35 espécies descritas distribuídas por 7 géneros:
- Anarchaea Rix, 2006
- Flavarchaea Rix, 2006
- Forstrarchaea Rix, 2006
- Nanarchaea Rix, 2006
- Oestrarchaea Rix, 2006
- Ozarchaea Rix, 2006
- Pararchaea Forster, 1955